# Selenia hypomelathiaria
Selenia hypomelathiaria là một loài bướm đêm trong họ Geometridae.